# Formatges suïssos
Els formatges suïssos són els que tenen el seu origen en aquest país alpí i solen ser elaborats amb llet de vaca. Aquest país té prop de 400 varietats de formatges, entre d'altres, els més coneguts són:
- Formatge dels Alps del Ticino AOC suïssa des de 2002
- Berner Alpkäse, cantons de Berna, Vaud, Lucerna, AOC suïssa 2004
- Appenzeller, Cantó d'Appenzell
- Chaux d'Abel, Franches-Montagnes
- Fromage de Bagnes, Valais
- Emmental, AOC suïssa des de 2006
- L'Etivaz, AOC suïssa des de 2000
- Fricâlin, Cantó de Friburg
- Gruyère, Cantó de Friburg, AOC suïssa des de 2001
- Jura, Franches-Montagnes
- Formatge de raclet, Valais AOC suïssa des de 2003
- Royalp, Suïssa oriental
- Schabziger
- Sbrinz, Suïssa central amb AOC
- Tête de Moine, Jura-Bernois AOC suïssa des de 2001
- Tilsit
- Tomme vaudoise, Suïssa occidental
- Vacherin fribourgeois AOC suïssa des de 2005
- Vacherin Mont d'Or, AOC suïssa des de 2003
- Mont Vully